# Национални парк Стара планина
Национални парк Стара планина јесте национални парк Републике Србије у процесу заштите.
Национални парк је лоциран у источном делу Србије, на граници са Републиком Бугарском. Припада Карпатско-балканским планинама источне Србије. На западу је ограничен долином Белог и Трговишког Тимока, односно Зајечарским басеном и Књажевачком котлином, док је на југозападу граница планине долина Темштице, низводно од Темске и Нишаве у оквиру које се издваја Пиротска котлина. На истоку по централном планинском билу национални парк се граничи са Бугарском.
Подручја под режимом заштите првог степена заузимају укупну површину од 7.839 ha 68а 31m2 (6,48 % укупно заштићене површине). Локалитети укључени у режим заштите означени су као: „Јаношица“, „Орлов-Хајдучки камен“, „Голема река – Дупљак“, „Бабин зуб“, „Мартинова чука – Вражја глава – Три чуке“, „Браткова страна“, „плато Копрена“, „Тупанац-Сребрна глава“.
Проглашење два нова национална парка Републике Србије, од којег је један НП Стара планина, представља прво проглашење нових националних паркова у земљи након 40 година. Стара планина поред богате флоре и фауне поседује широке туристичке потенцијале.
Људске активности су највећа претња националном парку.